# Times of Malta
O Times of Malta é um jornal diário de língua inglesa em Malta. Fundado em 1935, por Lord e Lady Strickland e pela filha de Gerald Strickland, Mabel, é o jornal diário mais antigo ainda em circulação em Malta. Tem a maior circulação de qualquer jornal maltês. O jornal é publicado pela Allied Newspapers Limited, que pertence à Strickland Foundation, um fundo de caridade estabelecido por Mabel Strickland em 1979 para controlar a maior parte da empresa.

## História
A história do The Times of Malta está ligada à de sua editora, Allied Newspapers Limited. Esta instituição tem uma história que remonta à década de 1920, quando foi pioneira no jornalismo e na indústria gráfica em Malta. Tudo começou com a publicação, por Gerald Strickland, do primeiro jornal vespertino de Malta em maltês, Il-Progress. Este era um diário de quatro páginas com seus próprios escritórios de impressão no que era então 10A, Strada Reale, Valletta. O nome "Progress" é mantido até hoje pela irmã comercial da Allied Newspapers Limited, a Progress Press Company Limited, formada em 1946. O jornalismo bilíngue, maltês e inglês, foi introduzido em Malta com a publicação, em 3 de fevereiro de 1922, de um suplemento em inglês do Il-Progress. Os tempos de Malta e Il-Progress duraram até 1º de março de 1929. O suplemento em inglês tornou-se então The Times of Malta Weekly (precursor do The Sunday Times of Malta). O lado maltês foi nomeado Ix-Xemx, mais tarde alterado para Id-Dehen e mais tarde ainda para Il-Berqa, publicado pela primeira vez em 29 de janeiro de 1932. Il-Berqa cessou a publicação em 30 de novembro de 1968. Em fevereiro de 1931, a Progress Press mudou-se de Strada Reale para 341, St Paul Street, Valletta, até recentemente o local da Allied Newspapers Limited, também conhecida como Strickland House.
À medida que o número de leitores do suplemento em inglês do Il-Progress aumentava, Lord Strickland percebeu rapidamente que havia espaço para um diário em inglês. Isso aconteceria, desde que a nova publicação alcançasse e mantivesse um alto padrão de serviço público em informação. A primeira edição do The Times of Malta foi publicada em total cooperação com o MI5 britânico em 7 de agosto de 1935 sob nuvens de guerra ameaçadoras, enquanto a Itália planejava a invasão da Abissínia, que começou em outubro daquele ano. Em 2 de setembro de 1935, Mabel Strickland, que foi membro fundador da Allied Malta Newspapers Limited e fez parte do primeiro Conselho de Administração, tornou-se a primeira editora do The Times of Malta. Ela também editou o The Sunday Times of Malta de 1935 a 1950, quando foi sucedida pelo falecido George Sammut, que se aposentou em 1966. Anthony Montanaro foi o próximo editor. Ele se aposentou em 1º de março de 1991 e foi sucedido por Laurence Grech.
Em 6 de agosto de 1960, o 25º aniversário do The Times of Malta, Strickland escreveu que o The Times of Malta, embora originalmente o jornal do partido político constitucionalista, havia se tornado um jornal nacional. O jornal ganhou reputação por reportagens objetivas, ao mesmo tempo em que defendia sua própria opinião editorial fortemente defendida. A editoria de Strickland cobriu os anos difíceis da Segunda Guerra Mundial. No entanto, nenhum dos jornais que fazem parte do Grupo jamais perdeu uma edição, apesar dos bombardeios contínuos e de muitas faltas nos anos de cerco entre 1940 e 1943. O prédio foi bombardeado duas vezes, recebendo um ataque direto em 7 de abril de 1942, quando dezesseis quartos foram demolidos, mas poupando as máquinas de impressão.
Thomas Hedley assumiu o cargo de editor de Strickland em 1950. Ele editou o jornal durante os anos traumáticos de mudanças políticas e industriais, culminando na independência de Malta em 1964. Sob a direção de Charles Grech Orr, o The Times manteve a tradição de nunca perder uma edição quando atingido duas vezes por uma ação industrial em 1973 e quando incendiários políticos incendiaram o prédio em 15 de outubro de 1979. Essa data passou a ser conhecida como "Segunda-feira Negra". Diante do sério perigo, o editor e sua equipe tiveram que abandonar o prédio. A impressão do jornal do dia seguinte continuou em outra impressora, a Independence Press. O jornal saiu às ruas como de costume na manhã seguinte, reduzido em tamanho, mas um triunfo para a liberdade de expressão. Durante os últimos 10 anos, seu site timesofmalta.com tornou-se a principal fonte de notícias em Malta e um dos principais sites de notícias do Mediterrâneo. Em junho de 2019, Herman Grech foi nomeado editor-chefe, Bertrand Borg editor online e Mark Wood editor de impressão.
Em março de 2021, Adrian Hillman, ex-diretor do Allied Group, e Vince Buhagiar, ex-presidente da Progress Press, foram acusados no tribunal de vários crimes de fraude e lavagem de dinheiro. Alega-se que Hillman e Buhagiar conspiraram com Keith Schembri, ex-chefe de gabinete do primeiro-ministro Joseph Muscat, para fraudar a Progress Press em cerca de € 5,5 milhões, inflacionando os preços das máquinas compradas da empresa de Schembri, Kasco, e compartilhando os lucros entre si.

## Iniciativa de verificação de
Em 2023, o Times of Malta e o Departamento de Mídia e Comunicações da Universidade de Malta aderiram ao projeto MedDMO, financiado pela UE. O projeto faz parte do Observatório Europeu de Mídia Digital (EDMO) e visa desenvolver ferramentas para identificar fake news em Malta, Grécia e Chipre. Os principais parceiros incluem a Agence France-Presse (AFP) e várias instituições acadêmicas. Liderando a iniciativa estão o Sr. Neville Borg e o Prof. Ġorġ Mallia.

## Controvérsias
No início de 2024, o Times of Malta foi acusado de espalhar notícias falsas após publicar artigos alegando o envolvimento da Papaya Ltd em lavagem de dinheiro e laços com o crime organizado russo.  Investigações do Western Morning News e Financial Monthly descobriram que essas alegações contra a Papaya Ltd eram infundadas.  Além disso, nenhuma autoridade governamental acusou a Papaya Ltd, levando a críticas ao Times of Malta por desinformação.